# John Ostrom
John H. Ostrom (ur. 18 lutego 1928 w Nowym Jorku, zm. 16 lipca 2005 w Litchfield) – amerykański paleontolog, badacz wymarłych kręgowców, sformułował tezę o stałocieplności niektórych dinozaurów oraz o pochodzeniu ptaków od dinozaurów. 

## Życiorys
Studiował w Union College. Planował zostać fizykiem, tak jak jego ojciec, ale zmienił zdanie po lekturze książki The Meaning of Evolution, napisanej przez George'a Gaylorda Simpsona.
Ostrom był profesorem Uniwersytetu Yale, pełnił również funkcję kustosza w Peabody Museum of Natural History.
Był paleontologiem, który zrewolucjonizował pod koniec lat 60. XX wieku spojrzenie na dinozaury. W 1964 odkrył szczątki deinonycha i na ich podstawie wysunął hipotezę, że deinonychy prowadziły aktywny tryb życia i były zwinnymi oraz szybkimi drapieżnikami, a więc zwierzętami charakteryzującymi się szybkim metabolizmem i ciepłokrwistością. Jego student Robert Bakker znacząco przyczynił się do udowodnienia i spopularyzowania tego poglądu.
Ostrom jako pierwszy (w 1976) zwrócił uwagę na fakt, że małe dinozaury drapieżne należące do dromeozaurów są bardziej podobne do ptaków niż do innych dinozaurów. Swoje spostrzeżenia oparł na zrewidowanych osteologicznych i filogenetycznych badaniach skamieniałości prymitywnego ptaka archeopteryksa, które odnalazł w muzealnych zbiorach w 1970. W ten sposób sformułowana została hipoteza, że ptaki są potomkami drapieżnych dinozaurów.